# Stazione di Hildesheim Centrale
La stazione di Hildesheim Centrale (in tedesco Hildesheim Hbf) è la principale stazione ferroviaria della città tedesca di Hildesheim.

## Storia
I primi progetti per un nuovo fabbricato viaggiatori vennero presentati nel 1947, ma solo nel 1956 se ne iniziò la costruzione; l'edificio venne inaugurato il 21 aprile 1961.

### Esplicative
1. ↑  Abbreviazione di Hildesheim Hauptbahnhof, letteralmente "Hildesheim stazione principale".

### Bibliografiche
1. ↑  (DE) Martin Schack, Neue Bahnhöfe. Empfangsgebäude der Deutschen Bundesbahn 1948–1973, Berlino, Verlag B. Neddermeyer, 2004,  p. 153, ISBN 3-933254-49-3.